# ГЕС Yīnpíng
ГЕС Yīnpíng (木座水电站) — гідроелектростанція у центрі Китаю в провінції Сичуань. Знаходячись після ГЕС Mùzuò, становить нижній ступінь каскаду на річці Huǒxī, лівій притоці Фуцзян, котра в свою чергу є правою притокою Цзялін (великий лівий доплив Янцзи).
У межах проекту річку перекрили бетонною греблею висотою 36 метрів та довжиною 148 метрів. Вона утримує водосховище з нормальним рівнем на позначці 1248 метрів НРМ та об'ємом 1123 тис. м3 (корисний об'єм 623 тис. м3). Зі сховища ресурс транспортується через прокладений у правобережному гірському масиві дериваційний тунель завдовжки 10,5 км.
Основне обладнання станції становлять дві турбіни потужністю по 50 МВт, які використовують напір у 214 метрів та забезпечують виробництво 413 млн кВт-год електроенергії на рік.